# 게이오기주쿠 대학 출판회

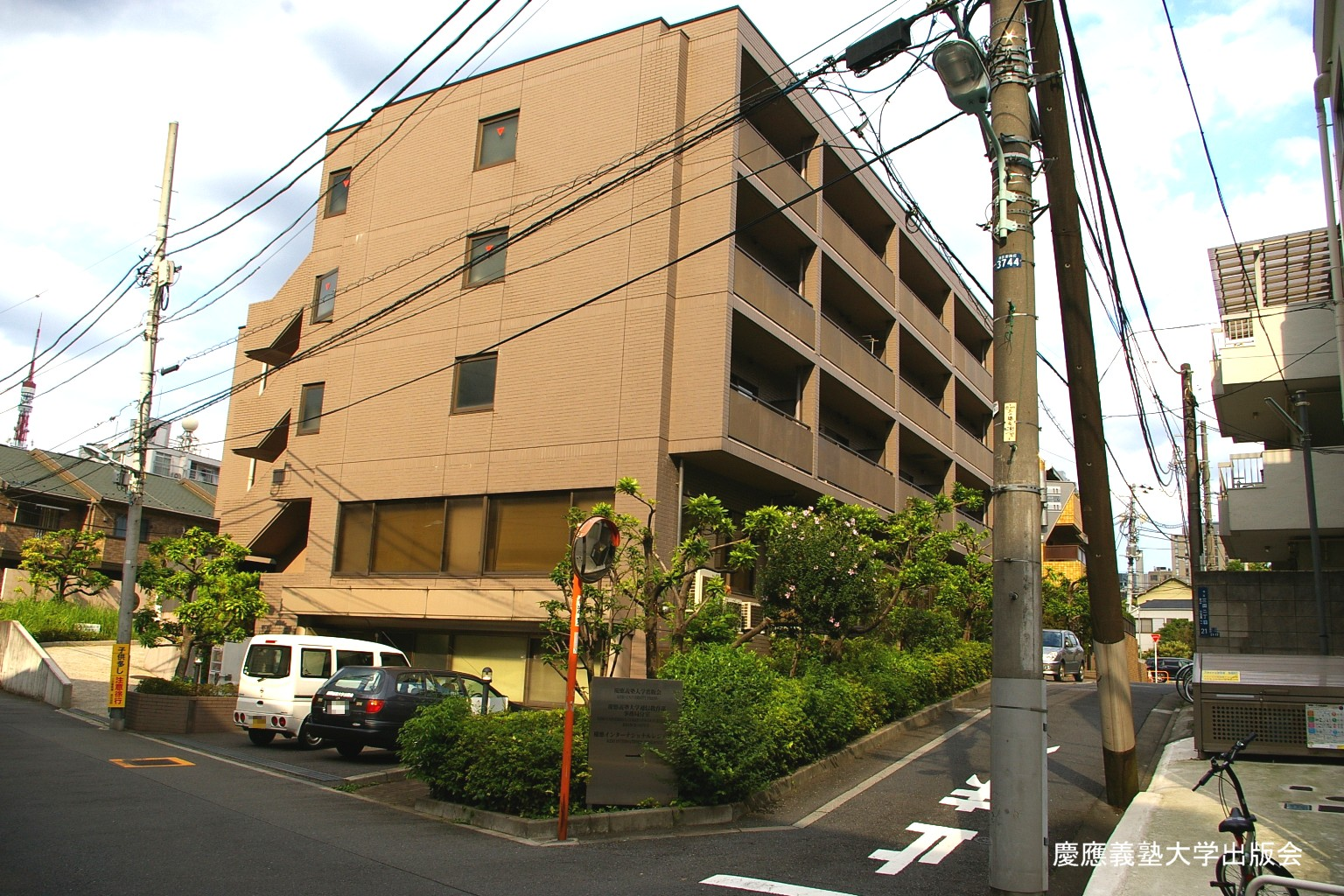

게이오기주쿠 대학 출판회 주식회사(일본어: 慶應義塾大学出版会株式会社)는 일본의 출판사이다.

## 개요
도쿄도 미나토구 미타에 본사를 두고 있다. 대부분의 대학 출판부가 대학 안에 놓여 있지만, 게이오기주쿠 대학 출판회는 독립된 주식회사인 점이 특징이다. 대표적인 출판물로 《후쿠자와 유키치 저작 전집》(전 12권)이 있다.

## 연혁
- 1947년 11월 7일 - ‘게이오기주쿠 통신 교육 도서 주식회사’ 설립, 자본금 1백만 엔.
- 1948년 1월 10일 - 게이오기주쿠 대학교의 통신 교육 교재 편집을 개시.
- 1980년 12월 - 대학출판부협회 가맹.
- 1992년 2월 1일 - 자본금을 4천만 엔으로 증자.
- 1996년 4월 1일 - 현재의 ‘게이오기주쿠 대학 출판회 주식회사’로 사명을 변경.

## 같이 보기
- 게이오기주쿠 대학